# Chilonatalus micropus
Chilonatalus micropus — є одним з видів кажанів родини Natalidae.

## Поширення
Країни поширення: Колумбія (колумбійські карибські о-ви), Куба, Домініканська республіка, Гаїті, Ямайка. Комахоїдний. спочиває в печерах.

## Загрози та охорона
Загрозами є гірничодобувна промисловість, туризм.